# NGC 3955
NGC 3955 је лентикуларна галаксија у сазвежђу Пехар која се налази на NGC листи објеката дубоког неба.
Деклинација објекта је - 23° 9' 52" а ректасцензија 11h 53m 57,2s. Привидна величина (магнитуда) објекта NGC 3955 износи 11,7 а фотографска магнитуда 12,6. Налази се на удаљености од 20,6000 милиона парсека од Сунца. NGC 3955 је још познат и под ознакама ESO 504-26, MCG -4-28-5, AM 1151-225, IRAS 11514-2253, PGC 37320.